# Ana Cecilia Carrillo
Ana Cecilia Carrillo (Lima, 5 de noviembre de 1955) es una exjugadora de voleibol de Perú. Fue internacional con la Selección femenina de voleibol de Perú. Compitió en los Juegos Olímpicos de Montreal 1976 y en los de Moscú 1980. Fue parte de la selección peruana que ganó las medallas de plata en los Juegos Panamericanos de 1975 celebrados en Ciudad de México y los Juegos Panamericanos de 1979 celebrados en San Juan. Ganó la plata en el Campeonato Mundial de Voleibol Femenino de 1982 disputado en Perú, y también disputó el Campeonato Mundial de Voleibol Femenino de 1974 de Guadalajara.